# Макова
Макова (Маковка) — река в России, протекает по Старорусскому району Новгородской области. Впадает в озеро Ильмень. Длина реки составляет 27 км.
Река течёт на северо-восток параллельно рекам Крупка и Чернец, с которыми соединяется многочисленными каналами.
На левом берегу реки стоят деревни Бакочино и Нечаино Наговского сельского поселения.

## Данные водного реестра
По данным государственного водного реестра России относится к Балтийскому бассейновому округу, водохозяйственный участок реки — Бассейн оз. Ильмень без рр. Мста, Ловать, Пола и Шелонь, речной подбассейн реки — Волхов. Относится к речному бассейну реки Нева (включая бассейны рек Онежского и Ладожского озера).
Код объекта в государственном водном реестре — 01040200512102000024198.